# Harmonia (игра)
Harmonia (с англ. — «Гармония») — японская компьютерная игра в жанре визуального романа, разработанная компанией Key и изданная VisualArt’s. Выпуск состоялся 23 сентября 2016 года для Windows. Как и игра Planetarian: Chiisana Hoshi no Yume, Harmonia является «кинетическим романом», так как геймплей игры не предлагает никаких вариантов или альтернативных окончаний. Вместо этого, игрок проходит через историю исключительно чтением.

## Сеттинг
Игровой мир Harmonia — постапокалиптический, а события разворачиваются в будущем. После того, как население планеты достигло своего пика в 10 миллиардов человек, человеческая цивилизация пошла на быстрый спад, основными причинами которого стали загрязнения и войны. За это время были разработаны так называемые «фироиды», искусственно интеллектуальные андроиды, призванные стать партнёрами для людей. Хотя фироиды изначально питались от батарей в течение первых двух поколений, впоследствии они получили способность питаться человеческой едой, что сделало их практически неотличимыми от людей. В фироидов также могут быть имплантированы искусственные воспоминания, что делает их весьма желательными для людей, налаживая тем самым массовое производство фироидов, которые в конечном итоге начинают конкурировать с человеческой популяцией в то время, когда демография планеты на низком уровне. В конечном счёте ядерная война и образовавшиеся ядерные осадки уничтожили большую часть человечества и превратили планету в покрытый тёмными облаками и пеплом шар, лишённый растительности блокирующий солнечный свет. Остался лишь неспособный на поддержание жизни океан. Некоторые люди были помещены в криогенные объекты с целью заморозить свои тела до тех пор, пока состояние окружающей среды не улучшится.

## Игровой процесс и окружающий мир
Компьютерная игра Harmonia — визуальный роман, в котором игрок принимает на себя роль Рэй. Игровой процесс сведён к минимуму. Большую его часть занимает чтение игроком повествования и диалогов. Такой вид игр Key называет «кинетическим романом». Текст в игре сопровождается заголовками имён персонажей, с которыми в данный момент говорит Рэй, а также спрайтами самих персонажей. На протяжении всей игры игроку встречаются художественные работы компьютерной графики (CG) в определённых точках истории, которые демонстрируют происходящую в момент игры ситуации и эмоции персонажей. Как только игра будет завершена, на экране появится галерея CG под сопровождение фоновой музыки. История разворачивается в городе со стабильным источником воды, который поддерживает жизнь небольшого населения. Среди мест, которые посещает Рэй, находится церковь, где живёт главный герой и Сиона; библиотека, где живёт Типи и городская площадь. В городе также есть различные заведения вроде магазина, фотостудия и бар. Хотя в большинстве городов электричество отсутствует, в библиотеке находится солнечная батарея. На окраине города есть разрушенный завод фироидов рядом с городской свалкой.

## Сюжет
Гармония начинается с того, что Рэй (яп. レイ) просыпается на заброшенном объекте без каких-либо воспоминаний о том, кем он является и где он находится. Рэй замечает, что его правая рука механическая, и когда он видит разбросанные вокруг него фироидов, то он делает предположение, что он является фироидом, находящимся на этапе создания, поскольку он также осознаёт, что он не имеет никаких эмоций. Рэй покидает объект и несколько дней блуждает, дойдя в конечном итоге до окраины города, где его обнаруживает девушка по имени Сиона (яп. シオナ, сэйю: Каори Мидзухаси), которая берёт его с собой в церковь, в которой она живёт, и даёт ему имя «Рэй». Чтобы отплатить Сионе за её доброту, Рей решает починить сломанную музыкальную шкатулки, которая играет песню, сочинённую братом Сионы. Рэй отправляется в библиотеку, чтобы найти книгу, которая поможет в ремонте и встречает библиотекаря, маленькую девочку по имени Типи (яп. ティピィ, сэйю: Мисаки Куно), которая всё время находится в печали. Когда Рэй починил музыкальную шкатулку, Сиона исполнила на городской площади песню под её мелодию. При помощи горожан Рэй также отремонтировал проектор, чтобы сыграть фильм сына Маддо (яп. マッド, сэйю: Кэнта Миякэ), владельца магазина.

## Разработка и выпуск
Harmonia является 12-м визуальным романом Key и вторым в подвиде «кинетическое роман» после Planetarian: Chiisana Hoshi no Yume. Сценарий игры написан Кай (ранее работал над сценарием для аниме Angel Beats!) и Накамура Цудзуру. Художественным руководителем и дизайнером персонажей вновь была назначена Итару Хиноуэ. Работа над игрой стала последним вкладом в Key перед уходом в отставку в сентябре 2016 года. Саундтрек игры был написан Синдзи Орито, Рё Мидзуцуки и Томохиро Такэсита. Сингл, содержащий 2 исполненные песни из игры, был выпущен 11 апреля 2015 г. Key Sounds Label.
Harmonia был анонсирован в апреле 2015 года, чтобы отметить 15-летие компании. Игра была добавлена на Steam Greenlight в октябре 2015 года и несколько раз переносилась.